# Arche 22
L'Arche 22 est un arc de triomphe situé à l'entrée de Banjul, la capitale de la Gambie. Il a été inauguré le 22 juillet 1996, afin de commémorer le coup d'État du 22 juillet 1994 mené par le lieutenant Yahya Jammeh, qui devint alors président de la République.
La porte mesure 35 mètres de haut et est au centre d'une place.
C'est l'un des plus grands et des plus impressionnants bâtiments de Gambie. La porte mesure 35 m de haut et se trouve au rond-point du soldat inconnu, passage incontournable, étant donné que Banjul est édifiée sur une presqu'île. En son sommet, on a une vue spectaculaire au-dessus de la ville. L'arche abrite un musée du textile.
L'Arche 22 a été conçue par l'architecte sénégalais Pierre Goudiaby Atepa, qui est également le concepteur de l'aéroport international de Banjul.